# Jakubíkův mlýn
Jakubíkův mlýn v Horní Lhotě u Luhačovic je vodní mlýn, který stojí na potoce Kocmanka, přítoku potoka Olše. Nachází se v centru obce jihozápadně od kostela. V letech 1958–1987 byl chráněn jako nemovitá kulturní památka České republiky.

## Historie
Vodní mlýn byl v provozu v 18. století, kdy zde hospodařila rodina Urbánkova. Po nich mlýn roku 1823 převzala rodina Vrbova a v roce 1853 rodina Jakubíkova. Naposledy byl uveden do chodu v roce 1945.

## Popis
Mlýn tvoří patrová obytná budova s mlýnicí, přilehlá dřevěná stodola, samostatně stojící podsklepená komora a mlýnský náhon. Náleží k němu také patrová sýpka a kolny. Budovy jsou postaveny z nepálených cihel a kamene, střecha je pokryta břidlicovými plotnami. Patrový obytný dům obsahuje obydlí mlynáře v přízemí a světničku pro tovaryše nebo mleče v patře. V mlýnici je kompletně dochované strojní zařízení, vodní kolo je polorozpadlé. Samostatně stojící patrová sýpka je umístěna ve dvoře před budovou mlýna. Stodola je přistavěna kolmo k obytné části hlavní budovy.
Náhon v zahradě je zčásti zasypán. Původně byl dlouhý 837 metrů a přiváděl vodu z Kocmanky na dřevěné stavidlo, kterým se reguloval přítok na dubové vodní kolo zařízené na horní vodu. To bylo umístěno v komoře kryté doškem.